# Hipposideros coxi
Hipposideros coxi је сисар из реда слепих мишева и фамилије Hipposideridae.

## Угроженост
Подаци о распрострањености ове врсте су недовољни.

## Распрострањење
Ареал врсте је ограничен на једну државу. 
Малезија је једино познато природно станиште врсте.

## Станиште
Врста је присутна на подручју острва Борнео у Индонезији.